# Вирино (Верховажский район)
Вирино — упразднённая деревня в Верховажском районе Вологодской области России. В настоящее время территория бывшей деревни находится в границах деревни Наумиха.

## География
Находилась в северной части области, в подзоне средней тайги, в пределах южной части Важско-Кулойской низины, к западу от реки Ваги, вблизи северной окраины села Верховажье, административного центра района.

### Климат
Климат характеризуется как умеренно континентальный. Среднегодовая температура воздуха — +1,8 °C. Абсолютный минимум температуры воздуха составляет −46 °C; абсолютный максимум — +37 °C. Безморозный период длится 110—115 дней. Среднегодовое количество атмосферных осадков составляет 637 мм. В течение года преобладают ветра юго-западного направления.

## История
В «Списке населенных мест Вологодской губернии по сведениям 1859 года» населённый пункт упомянут как удельная деревня Вирино (Виринская) Вельского уезда, расположенная в 71 версте от уездного города. В деревне имелось 5 дворов и проживал 41 человек (16 мужчин и 25 женщин). В 1881 году входила в состав Верховской волости.
По данным 1909 года, в деревне имелось 8 хозяйств и проживало 44 человека (23 мужчины и 21 женщина).
В 1940 году входила в состав Верховажского сельсовета Верховажского района. Упразднена не позднее 1973 года.